# Rörsjön (Hotagens socken, Jämtland)
Rörsjön är en sjö i Krokoms kommun i Jämtland och ingår i Indalsälvens huvudavrinningsområde. Sjön har en area på 0,74 kvadratkilometer och ligger 388,4 meter över havet. Rörsjön ligger i Toskströmmen (Hårkan alpin) Natura 2000-område. Sjön avvattnas av vattendraget Gunnarvattsån. Den största delen av sjön ligger i Sverige medan en mindre del (den västliga delen) ligger i Norge.

## Delavrinningsområde
Rörsjön ingår i det delavrinningsområde (711480-141712) som SMHI kallar för Utloppet av Rörsjön. Medelhöjden är 487 meter över havet och ytan är 8,37 kvadratkilometer. Räknas de 2 avrinningsområdena uppströms in blir den ackumulerade arean 147,33 kvadratkilometer. Gunnarvattsån som avvattnar avrinningsområdet har biflödesordning 3, vilket innebär att vattnet flödar genom totalt 3 vattendrag innan det når havet efter 309 kilometer. Avrinningsområdet består mestadels av skog (73 procent). Avrinningsområdet har 1,06 kvadratkilometer vattenytor vilket ger det en sjöprocent på 12,7 procent.